# Jean-Bernard-Abraham Jacquemin
Pour les articles homonymes, voir Jacquemin.
Jean-Bernard-Abraham Jacquemin, né le 16 mars 1756 à Tours et mort le 24 janvier 1826 dans la même ville, est un architecte, géomètre-expert et urbaniste français.

## Biographie
Jean-Bernard-Abraham Jacquemin naît en 1756 à Tours où son père Jean-Bernard Jacquemin (1720–1786) est géomètre et architecte de la cathédrale.
Après des études à Paris au côté d'Edme Verniquet, il succède à son père comme architecte de la cathédrale Saint-Gatien de Tours mais il est surtout actif comme géomètre-expert et vers la fin de vie, urbaniste. Il est parfois nommé « Jacquemin fils » dans la bibliographie, pour le différencier son père, qui signait « Jacquemin ».
À Tours, il réalise notamment un plan du quartier de la basilique Saint-Martin en 1801, grâce auquel le tombeau de saint Martin peut être précisément localisé. Il élabore aussi un plan de la ville prévoyant un vaste programme d'alignement des rues (dont la création des boulevards Heurteloup et Béranger) en 1809-1811 mais il fait construire plusieurs immeubles de Tours et aménage entre autres le parvis de la cathédrale en 1816. Hors de la capitale tourangelle, il réalise en 1787 le plan de reconstruction de la chartreuse du Liget à Chemillé-sur-Indrois, dont il supervise la construction de certains éléments, comme le grand cloître,. 
Avec l'appui financier du banquier-négociant Pierre-Bonaventure Goüin de La Boissière, il acquiert la closerie de la Fabrice à Saint-Cyr-sur-Loire en 1787.
Entre 1794 et 1799, il est conseiller municipal à Tours.
Il a quatre fils, dont le général Maxime Jacquemin et Jean-Bernard-Toussaint Jacquemin, lui aussi architecte. Il meurt le 24 janvier 1826 à son domicile, rue des Cerisiers à Tours, à l'âge de 69 ans.

## Œuvre

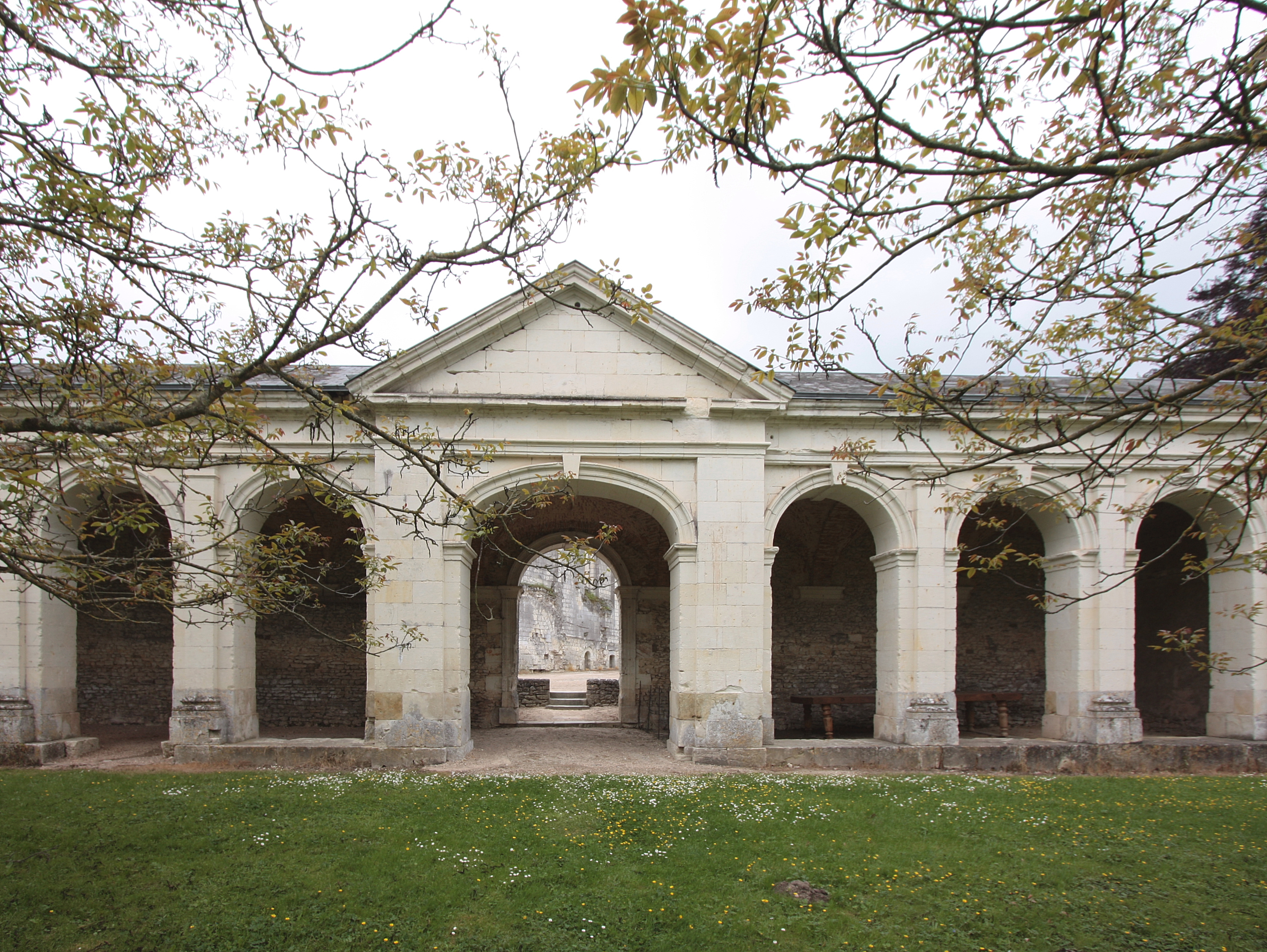
Le grand cloître de la chartreuse du Liget à Chemillé-sur-Indrois, dont Jean-Bernard-Abraham Jacquemin a établi les plans de reconstruction (1787) et supervisé les travaux.